# Wieszadełko

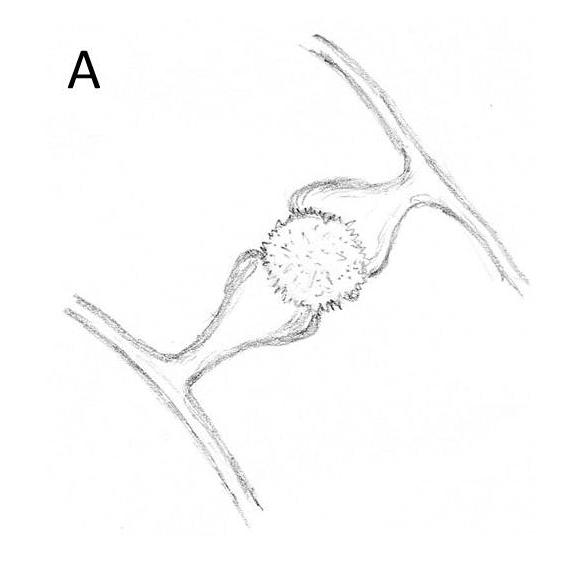
Dwa wieszadełka wyrastające ze strzępek grzyba i zygospora (na środku)

Wieszadełko (łac. suspensor) – w biologii termin mający różne znaczenia:
- W botanice – wyspecjalizowana komórka (lub grupa komórek)[1][2][3] znajdująca się w części bazalnej zarodka roślin nasiennych[2][3] (zazwyczaj przy biegunie mikropylarnym woreczka zalążkowego)[1]. Może mieć różną budowę i wielkość, u niektórych gatunków tworzą go polinergidy lub komórki poliploidalne[1]. Dzięki obecności macierzystego gametofitu, struktura ta pośredniczy w odżywianiu reszty zarodka[1][2][3] (wsuwa go w bielmo). Struktura ta przez jakiś czas syntetyzuje również auksyny oraz gibereliny. Zwykle jednak ulega degeneracji w trakcie dalszej embriogenezy[1].
- W mykologii – u grzybów wieszadełko lub zygofor są to strzępki podtrzymujące zygosporę. Tworzą się podczas rozmnażania płciowego zwanego zygogamią. Każda zygospora tworzy się na dwóch wieszadełkach. U większości gatunków mają one mniej więcej taką samą wielkość i kształt (są izogamiczne), kilka gatunków wytwarza wieszadełka wyraźnie nierówne pod względem wielkości i kształtu (heterogamiczne). U kilku gatunków jeden lub oba wieszadełka mają proste lub rozgałęzione wyrostki. U Mucorales wieszadełka zwykle są przeciwstawne, tzn. wierzchołkami skierowane ku sobie, z zygosporą w środku. Niektóre Mucorales (Choanephoraceae, Pilobolaceae) i Zoopagales tworzą wieszadełka równoległe i proste lub splecione z utworzoną powyżej zygosporą, same zaś znajdują się na podłożu lub w nim. U Phycomyces wieszadełka są typu szczypcowego (w okresie dojrzałości przypominają szczypce do lodu) i są modyfikacją przeciwstawnych wieszadełek Mucorales; tworzą się w miarę dojrzewania ogromnej zygospory, powodując rozdzielenie się wieszadełek. U Dimargaritales i Kickxellales wieszadełka są podobne do strzępek[4].